# Bobići (porodica)
Bobići (lat. Sepiolidae) su porodica glavonošaca iz reda sipa koja obuhvaća 15 rodova u tri ili četiri podporodice. Gladius je  u potporodici Heteroteuthidinae odsutan, a u potporodici Sepiolinae je reduciran, ili ga nema kao u rodu Euprymna.

## Razdioba
Potporodice i rodovi:
- potporodica Heteroteuthinae
  - Amphorateuthis
  - Heteroteuthis
  - Iridoteuthis
  - Nectoteuthis
  - Sepiolina
  - Stoloteuthis
- potporodica  Rossiinae
  - Austrorossia
  - Neorossia
  - Rossia
  - Semirossia
- potporodica  Sepiolinae
  - Euprymna
  - Inioteuthis
  - Rondeletiola
  - Sepietta
  - Sepiola
- incertae sedis
  - Choneteuthis

## Vanjske poveznice
- CephBase: Sepiolidae